# Neurosociologia

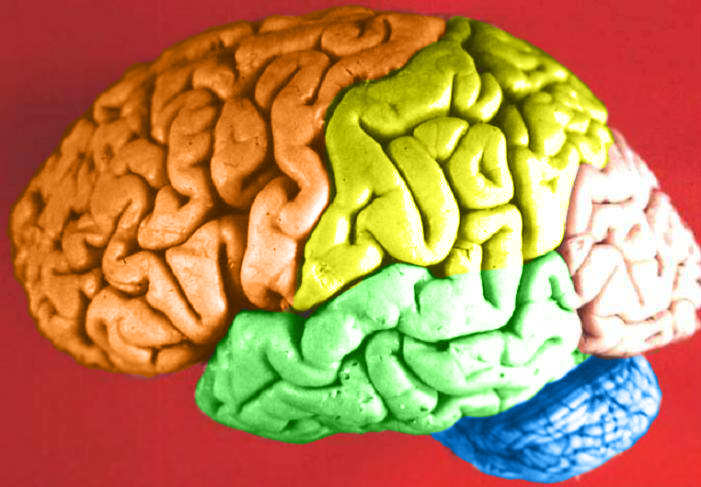
Lobi cerebrali

La neurosociologia è la disciplina che studia le interazioni sociali e la socializzazione in rapporto alle strutture e alle funzioni del sistema nervoso. Da questo studio nascono e si perfezionano metodi e strategie di intervento negli ambiti dell'educazione, del disagio sociale, della devianza, della criminalità, della salutogenesi, dell'integrazione e della cooperazione (Blanco, 2016).
Secondo Jonathan Turner, la neurosociologia indaga come il cervello umano influisce sulla complessa serie di forze che guidano l'interazione umana e l'organizzazione sociale e, viceversa, come i processi sociali influenzano le funzioni neurali. Questo studio richiede la comprensione dell'evoluzione e del funzionamento del cervello umano.
La neurosociologia si pone in stretta relazione con le neurobiologia (e le sue branche) e la psicologia sociale.

## Origini
I primi ricercatori a coniare il termine “neurosociologia” furono il neurofisiologo e neurochirurgo Joseph E. Bogen, famoso per i primi interventi di split brain che hanno permesso a Roger W. Sperry di studiare le funzioni cognitive dei due emisferi cerebrali, e il sociologo Warren D. TenHouten. Essi, nel 1972, individuarono significative differenze nell'utilizzo dei due emisferi del cervello in popolazioni appartenenti a società e culture diverse. L'anno seguente, TenHouten, che è considerato il padre e il primo divulgatore del paradigma neurosociologico, iniziò a documentare le differenze nell'uso degli emisferi cerebrali tra le popolazioni aborigene e quella euro-australiana, facendo emergere la circostanza che gli aborigeni utilizzavano un numero assai ridotto di vocaboli ricorrendo spesso al simbolismo, fattore tipico dei soggetti che utilizzano in misura maggiore l'emisfero destro. Questo studio indicava nuovamente come la cultura e l'ambiente possono influenzare le strutture cerebrali, la percezione e l'interazione sociale.
Negli anni '90 del secolo scorso, David D. Franks, professore di sociologia alla Virginia Commonwealth University, affascinato dalle scoperte sul cervello sociale e dei neuroni specchio (sistema mirror), iniziò a divulgare la neurosociologia attraverso diverse pubblicazioni culminate, nel 2010, con il saggio “Neurosociology - The Nexus Between Neuroscience and Social Psychology” , al quale fece seguito, nel 2013, il manuale dal titolo "Handbook of Neurosociology".

### Neurosociologia e neuroscienze

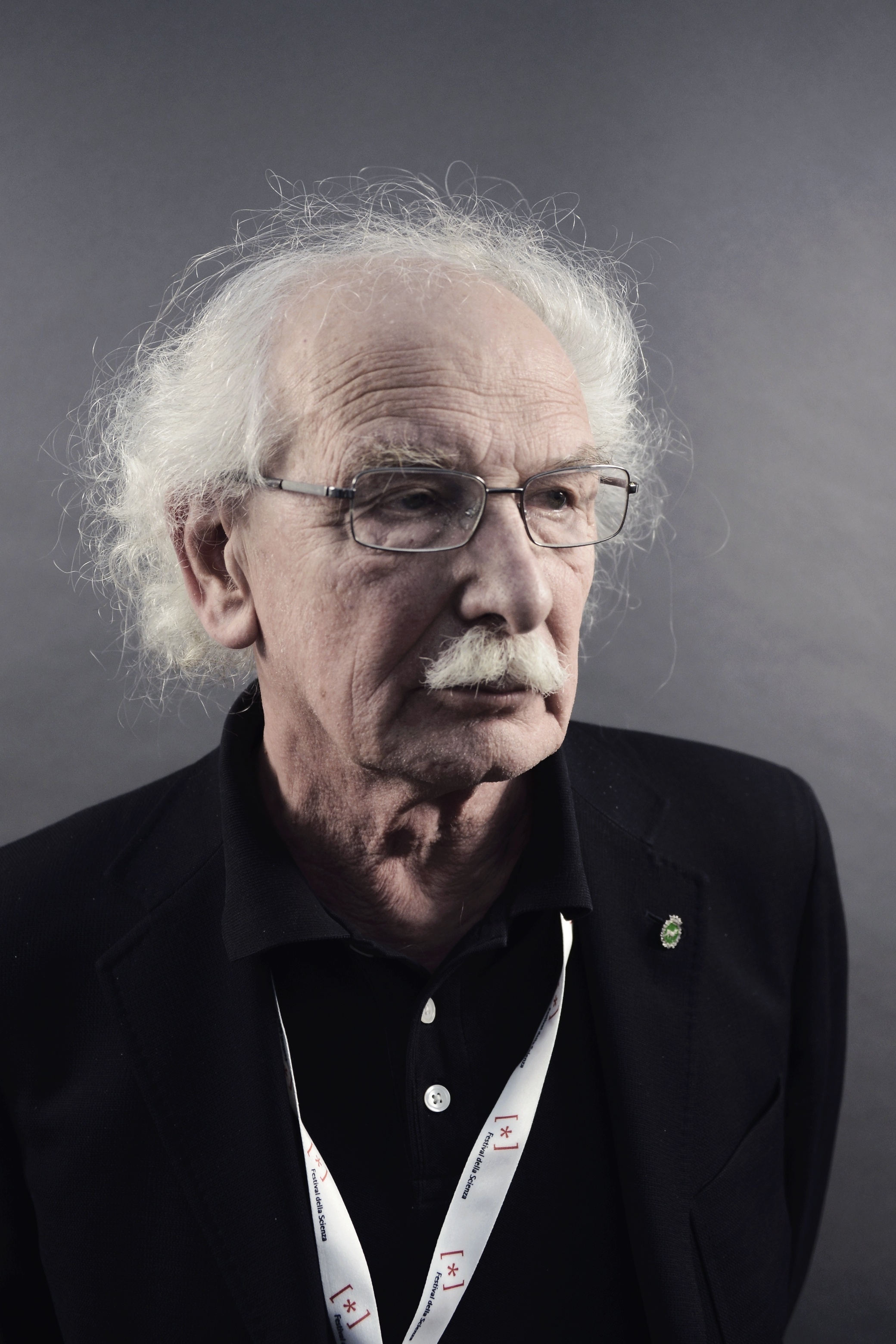
Il Prof. Giacomo Rizzolatti

La neurosociologia prende spunto dai lavori di Sperry e, successivamente, di Michael Gazzaniga, pioniere degli studi sulle applicazioni delle neuroscienze in ambito sociale, economico e giuridico, e dalla neuroscienza sociale, un campo di ricerca nato dalla collaborazione tra John T. Cacioppo e Gary G. Berntson, professori e ricercatori alla Ohio State University. Questi ultimi, nei primi anni '90 del secolo scorso, si dedicarono alla comprensione di come le forze sociali influenzavano la fisiologia e di come quest'ultima influenzasse le prime. Dalle loro ricerche emerse che gli ambienti sociali influenzavano il cervello e le funzioni biologiche neuroendocrine, metaboliche ed immunitarie di cui il cervello è l'organo di regolazione (Cacioppo, Bernston, Decety, 2011). Un'altra scoperta che ha influenzato notevolmente la neurosociologia è stata quella dei neuroni specchio (sistema mirror), fatta nel 1992 dai neuroscienziati dell'Università di Parma guidati dal Prof. Giacomo Rizzolatti. Essi scoprirono l'esistenza di cellule motorie del cervello che si attivano sia durante l'esecuzione di movimenti finalizzati, sia osservando simili movimenti eseguiti da altri individui. La scoperta avvenne nell'ambito di una ricerca sulla corteccia premotoria, attuata per mezzo della collocazione di elettrodi nella corteccia frontale inferiore di un macaco, al fine di studiare i neuroni specializzati nel controllo dei movimenti della mano. Nel 1995, Giacomo Rizzolatti e la sua équipe, dimostrarono, per la prima volta, la presenza nell'uomo di un sistema di neuroni molto simile a quello della scimmia. Il sistema dei neuroni venne battezzato con il nome di neuroni specchio o sistema mirror. Alla fine degli anni Duemila, il neuroscienziato Marco Iacoboni della UCLA è stato in grado di verificare e analizzare direttamente nel cervello umano, con aghi di profondità, l'attività dei neuroni specchio, dipanando definitivamente qualsiasi dubbio sulle loro proprietà e funzioni nell'uomo. La scoperta del sistema mirror ha sostanzialmente evidenziato le basi fisiologiche dell'apprendimento per imitazione e dell'empatia, nonché creato nuove prospettive per gli studi sul linguaggio umano

## Ambito di studio e applicazioni
La neurosociologia si avvale delle conoscenze e dei metodi della sociologia, della psicologia sociale e delle neuroscienze per lo studio delle interazioni sociali, della socializzazione, dell'apprendimento, della comunicazione e dei fenomeni sociali in generale partendo dalla dimensione sociale del cervello.

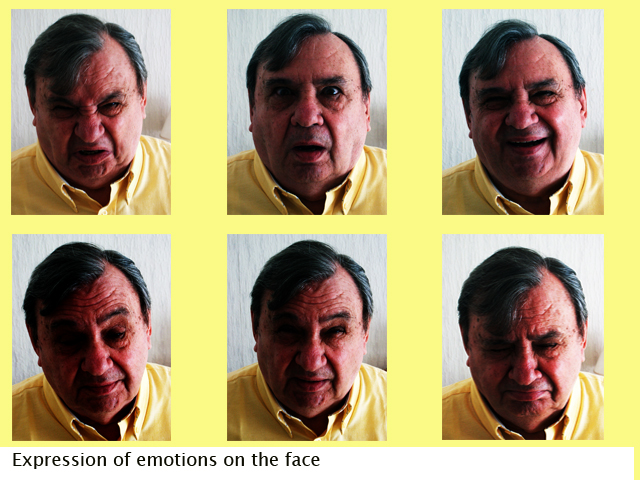
Grazie ai neuroni specchio il nostro cervello simula in noi gli stati d'animo altrui

La neurosociologia, vista quale neuroscienza, ha la caratteristica principale di essere scienza applicata. Infatti, essa studia come impiegare il sapere e i risultati della ricerca della neurobiologia e delle sue branche (ricerca di base) nelle questioni di carattere sociale, al fine di perfezionare teorie microsociologiche ovvero elaborarne di nuove. Il livello “micro” della sociologia è fondato sull'osservazione diretta piuttosto che sull'analisi statistica che caratterizza il livello “macro”. La microsociologia, infatti, studia le interazioni e le relazioni umane su scala ridotta, cioè quelle tipiche dei piccoli gruppi come la famiglia, la coppia, il gruppo dei pari ecc.